# Вълниста астрилда
Вълниста астрилда (Estrilda astrild) е вид птица от семейство Estrildidae.

## Разпространение и местообитание
Разпространен е в Ангола, Ботсвана, Бурунди, Габон, Гана, Гвинея, Екваториална Гвинея, Етиопия, Замбия, Зимбабве, Камерун, Кения, Конго, Кот д'Ивоар, Лесото, Либерия, Малави, Мозамбик, Намибия, Нигерия, Руанда, Сао Томе и Принсипи, Свазиленд, Сиера Леоне, Сомалия, Судан, Танзания, Уганда, Централноафриканската република, Южен Судан и Южна Африка.